# Obereopsis nimbae
Obereopsis nimbae là một loài bọ cánh cứng trong họ Cerambycidae.